# Настоящие стрекозы

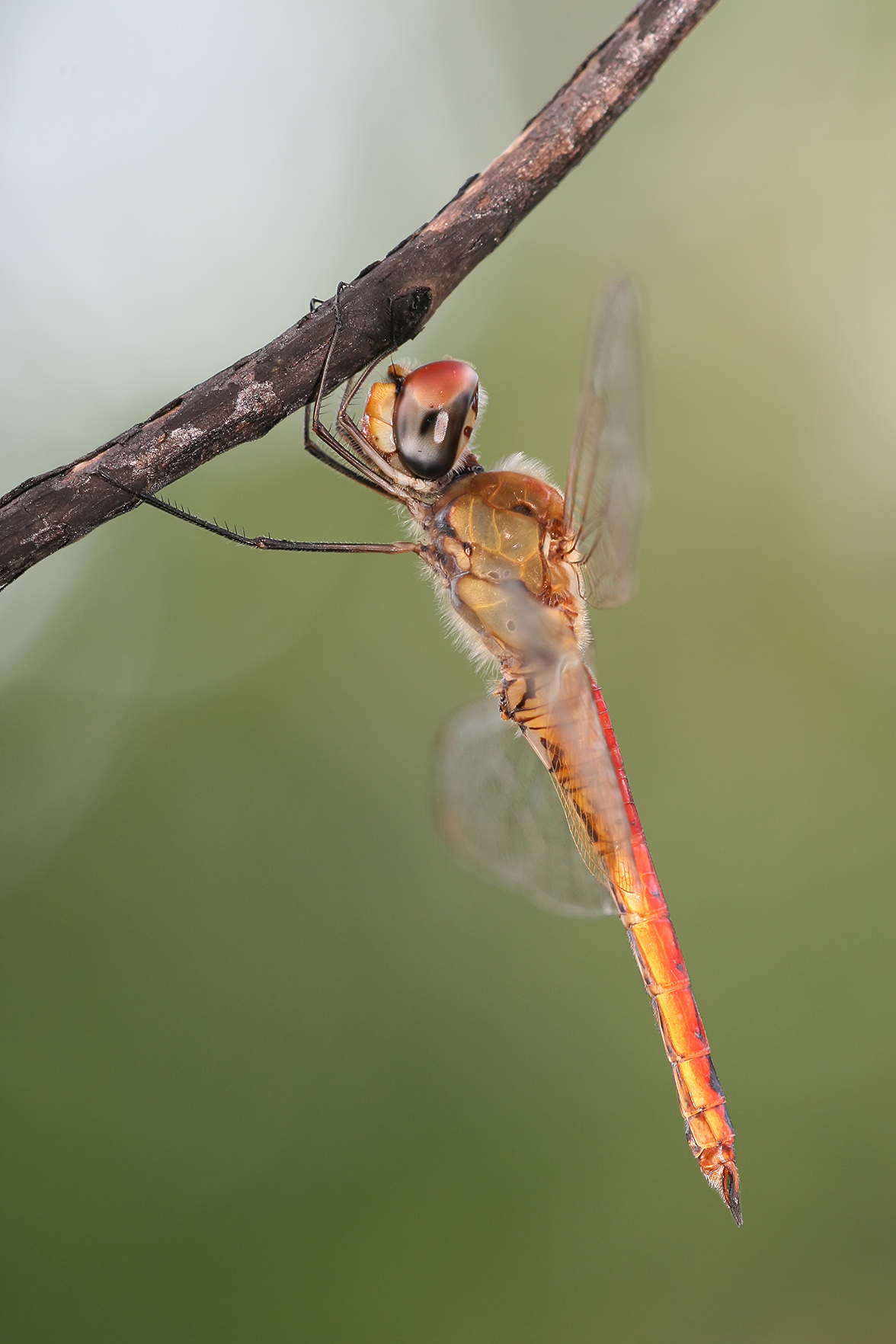
Pantala flavescens

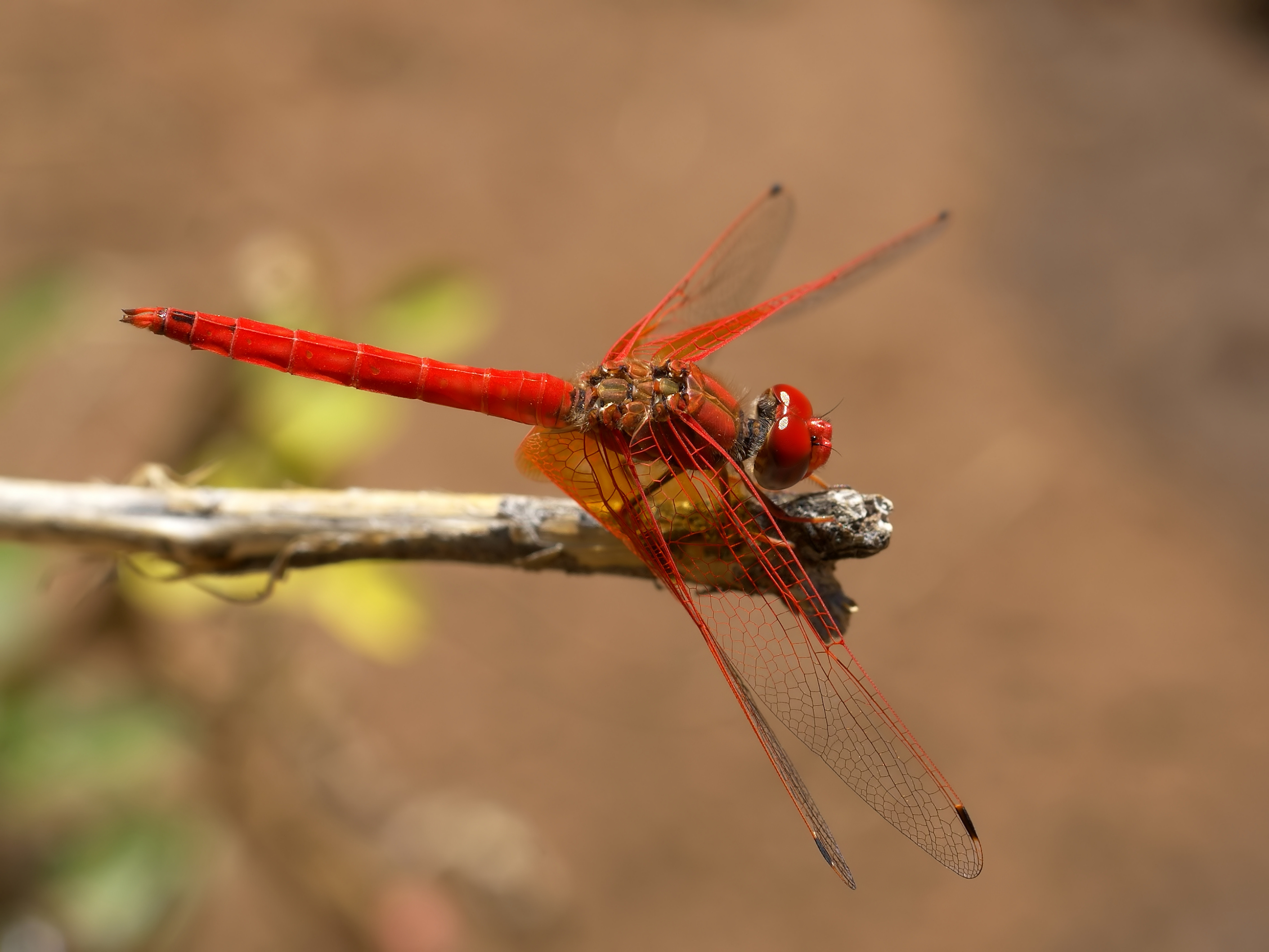
Trithemis kirbyi

Настоящие стрекозы, или плоскобрюхи (лат. Libellulidae) — семейство насекомых из отряда стрекоз (Odonata). Более 1000 видов.

## Описание
Стрекозы достигают размера 3—5 см при размахе крыльев от 5 до 10 см. В большинстве случаев имеют жёлто-коричневый или красноватый рисунок, иногда с синими и зелёными перевязями. Окраска без металлического блеска.
Распространены повсеместно, кроме Антарктиды. В Европе 36 видов (Германия — 22, Литва — 17, Норвегия — 14).

## Классификация
Крупнейшее семейство стрекоз, объединяющее 142 рода с 1031 видом. Иногда в него включают семейства Corduliidae и Macromiidae в качестве подсемейств Corduliinae и Macromiinae соответственно.
- Brachydiplacinae Tillyard, 1917
- Leucorrhiniinae Tillyard, 1917
  - Род Белоносы (Leucorrhinia)[1]
    - Стрекоза красная (Leucorrhinia rubicunda)
    - Стрекоза длиннохвостая (Leucorrhinia caudalis)
    - Стрекоза белолобая (Leucorrhinia albifrons)
    - Стрекоза сомнительная (Leucorrhinia dubia)
    - Стрекоза двухцветная (Leucorrhinia pectoralis)
- Libellulinae Rambur, 1842
  - Либеллулы (Libellula)
    - Стрекоза четырёхпятнистая (Libellula quadrimaculata)
    - Стрекоза плоская (Libellula depressa)
    - Стрекоза рыжая (Libellula fulva)
- Onychothemistinae Tillyard & Fraser, 1940
  - Род Ортетрумы (Orthetrum)
    - Orthetrum nitidnerve
    - Стрекоза решётчатая (Orthetrum cancellatum)
    - Стрекоза малая голубая (Orthetrum coerulescens)
    - Orthetrum trinacria
    - Orthetrum albistylum
    - Orthetrum chrysostigma
    - Orthetrum ramburi
    - Orthetrum sabina
    - Стрекоза коричневая (Orthetrum brunneum)
    - Orthetrum taeniolatum
- Palpopleurinae Tillyard, 1917
- Sympetrinae Tillyard, 1917
  - Род Стрекозы-каменушки (Sympetrum)
    - Sympetrum sinaiticum
    - Стрекоза кровяная (Sympetrum sanguineum)[5]
    - Sympetrum fonscolombii
    - Стрекоза перевязанная (Sympetrum pedemontanum)
    - Стрекоза жёлтая (Sympetrum flaveolum)
    - Стрекоза обыкновенная (Sympetrum vulgatum)
    - Стрекоза исчерченная (Sympetrum striolatum)
    - Sympetrum nigrifemur
    - Стрекоза чёрная (Sympetrum danae)
    - Стрекоза распространённая (Sympetrum meridionale)
    - Стрекоза уплощённая (Sympetrum depressiusculum)
- Tetrathemistinae Tillyard, 1917
- Trameinae Tillyard, 1917
  - Род Pantala
    - Pantala flavescens
- Trithemistinae Tillyard, 1917
  - Род Trithemis
    - Trithemis annulata
    - Trithemis arteriosa
    - Trithemis aurora
    - Trithemis festiva
    - Trithemis kirbyi
- Urothemistinae Lieftinck, 1954
- Zygonychinae Fraser, 1957
  - Род Zygonyx
    - Zygonyx torridus

Список родов: